# راتينجية ألكوكية
الرَّاتِينَجِيَّة الأَلْكُوكِيَّة (الاسم العلمي: Picea alcoquiana) هو نوع من النباتات يتبع جنس الراتينجية من الفصيلة الصنوبرية. موطنها الأصلي هو اليابان فقط.